# Iguanura diffusa
Iguanura diffusa là loài thực vật có hoa thuộc họ Arecaceae. Loài này được Becc. mô tả khoa học đầu tiên năm 1886.